# Joe Sutter
Joseph Frederick »Joe« Sutter, ameriško-slovenski, inženir aeronavtike, * 21. marec 1921, Seattle, Washington, ZDA † 30. avgust 2016, Bremerton, Seattle.

## Izvor
Njegov oče Franc Suhadolc, po poklicu je bil mesar, je bil doma iz Dobrove pri Ljubljani. Zaradi zlate mrzlice se je pri sedemnajstih letih podal v ZDA. Mati je bila doma z Dunaja. Oče je celih deset let kopal za zlatom na Aljaski, preden se je družina ustalila v Seattlu v zvezni državi Washington, na SZ ZDA.

## Zgodnje obdobje
Joe Sutter je bil rojen v Seattlu in je odraščal v bližini velike tovarne letal Boeing, kjer je z opazovanjem njihovih letal dobil veselje in zanimanje za aeronavtiko. Vpisal se je na študij aeronavtike v Washingtonu, ki ga je leta 1943 zaključil z diplomo.
Po končanem študiju je v času 2. svetovne vojne služil na eskortnem rušilcu USS Edward H. Allen v ameriški mornarici, ki je varoval konvoje pred nemškimi podmornicami.

## Kariera v Boeingu
Pri Boeingu je bil na čelu ekipe 4.500 ljudi, od tega je bilo 2.700 inženirjev, ki so bili vključeni v projekt Boeinga 747.

## Drugo delo
Bil je tudi član Rogersove komisije, ki je preiskovala nesrečo raketoplana Challenger, ki se je zgodila 28. januarja 1986. Leta 2002 je prejel nagrado Dvorane slavnih Zveze za mednarodni zračni transport in je bil inženirski svetovalec za prodajo. Sutter je z Jayom Spenserjem napisal avtobiografijo z naslovom 747: Stvaritev prvega orjaškega letala in druge prigode iz življenja in letalstva, objavljeno leta 2006. Za prispevek k razvoju potniških letal je leta 1985 prejel medaljo za tehnologijo Združenih držav Amerike.
Joseph F. Sutter je večkrat obiskal domovino svojega očeta. Inženirska akademija Slovenije ga je imenovala za svojega častnega člana.

## Nagrade in priznanja
- United States Medal of Technology, 1985 - za njegov doprinos pri razvoju komercialnih reaktivnih letal
- častni doktorat Univerze v Novi Gorici, 2006
- častni član IAS (Inženirske akademije Slovenije)